# Communauté de communes Les Vertes Collines du Saint-Polois
Die Communauté de communes Les Vertes Collines du Saint-Polois war ein französischer Gemeindeverband mit der Rechtsform einer Communauté de communes im Département Pas-de-Calais in der Region Hauts-de-France. Sie wurde am 12. Dezember 2012 gegründet und umfasste 58 Gemeinden. Der Verwaltungssitz befand sich im Ort Saint-Pol-sur-Ternoise.

## Historische Entwicklung
Der Gemeindeverband entstand mit Wirkung vom 1. Januar 2013 durch die Fusion der Vorgängerorganisationen Communauté de communes du Pays d’Heuchin und der Communauté de communes du Saint-Polois.
Am 1. Januar 2017 wurde der Gemeindeverband mit
- Communauté de communes de la Région de Frévent,
- Communauté de communes de l’Auxilois und
- Communauté de communes du Pernois

zur neuen Communauté de communes du Ternois zusammengeschlossen.

## Ehemalige Mitgliedsgemeinden
1. Anvin
2. Averdoingt
3. Beauvois
4. Bergueneuse
5. Bermicourt
6. Blangerval-Blangermont
7. Boyaval
8. Brias
9. Buneville
10. Croisette
11. Croix-en-Ternois
12. Écoivres
13. Eps
14. Équirre
15. Érin
16. Fiefs
17. Flers
18. Fleury
19. Fontaine-lès-Boulans
20. Foufflin-Ricametz
21. Framecourt
22. Gauchin-Verloingt
23. Gouy-en-Ternois
24. Guinecourt
25. Hautecloque
26. Héricourt
27. Herlincourt
28. Herlin-le-Sec
29. Hernicourt
30. Heuchin
31. Humerœuille
32. Humières
33. Ligny-Saint-Flochel
34. Linzeux
35. Lisbourg
36. Maisnil
37. Marquay
38. Moncheaux-lès-Frévent
39. Monchy-Breton
40. Monchy-Cayeux
41. Monts-en-Ternois
42. Neuville-au-Cornet
43. Œuf-en-Ternois
44. Ostreville
45. Pierremont
46. Prédefin
47. Ramecourt
48. Roëllecourt
49. Saint-Michel-sur-Ternoise
50. Saint-Pol-sur-Ternoise
51. Séricourt
52. Sibiville
53. Siracourt
54. Teneur
55. Ternas
56. Tilly-Capelle
57. Troisvaux
58. Wavrans-sur-Ternoise